# Lancer de nain
Le lancer de nain est une attraction d'origine américaine ou australienne, pratiquée habituellement dans les bars ou discothèques, consistant à lancer un nain (coiffé d'un casque et portant une tenue rembourrée) le plus loin possible sur des matelas.

## Risques médicaux
Les personnes atteintes de dysplasie squelettique, telles que le nanisme, présentent souvent des conditions médicales spécifiques et des vulnérabilités qui augmentent le risque de complications. Lancer ou projeter des personnes atteintes de petite taille peut avoir des conséquences graves, en particulier dans les cas de cyphose et de scoliose.
La cyphose est une affection caractérisée par une courbure vers l'arrière de la colonne vertébrale, pouvant entraîner une courbure du dos. La scoliose est une courbure latérale de la colonne vertébrale. Ces deux affections peuvent provoquer des douleurs, une mobilité réduite et des problèmes respiratoires. Le lancer de personnes atteintes de troubles de croissance peut accroître le risque de blessures et aggraver ces affections, car cela exerce des forces sur la colonne vertébrale et d'autres parties vulnérables du corps.
Diverses sources médicales et organisations ont mis en garde contre les dangers du lancer de nain pour les personnes atteintes de troubles de croissance. Des cas sont connus où des personnes atteintes de troubles de croissance ont subi des blessures graves et sont même décédées à la suite du lancer de nain,.
Lors de la 69e cérémonie des Golden Globe Awards en 2012, lorsque Peter Dinklage remporta le prix du Meilleur Acteur dans un Second Rôle - Séries, Mini-séries ou Téléfilm, il raconta à l'auditoire qu'il avait réfléchi à "un monsieur nommé Martin Henderson" et suggéra qu'ils recherchent son nom sur Google. Henderson était un homme atteint de nanisme originaire de Somerset, en Angleterre, gravement blessé après avoir été jeté par un supporter de rugby dans un bar. Le discours de Dinklage attira l'attention des médias et du public sur le phénomène du lancer de nains, faisant de Henderson un sujet tendance mondial sur les médias sociaux. Henderson décéda finalement de ses blessures en 2016, cinq ans après l'incident.

## Résistance
Au cours des années 1980, une résistance s'est formée contre cette activité, les opposants émettant des objections fondées sur la dignité humaine et plaidant en faveur d'une interdiction.
Le lancer de nains suscite une résistance morale en raison de l'objectivation des personnes impliquées. Essentiellement, elles sont réduites à des objets, semblables à des jouets, utilisés pour le divertissement. La recherche suggère que cette forme de déshumanisation pose un problème car elle porte atteinte à la dignité humaine inhérente en traitant les individus comme de simples objets de lancer, dépourvus de leur autonomie et de leur respect.
Les objections morales au lancer de nains sont intensifiées par le fait que le public, en considérant les participants comme des objets de lancer, nie leur humanité et les réduit à des sources de divertissement sans égard pour leurs sentiments, leur intégrité et leur estime de soi. Cette forme d'objectivation va au-delà du simple divertissement et touche au cœur de la dignité humaine. Le dilemme moral entourant le lancer de nains, selon la recherche scientifique, illustre des préoccupations plus larges concernant la déshumanisation, où les individus sont réduits à des objets, dans ce cas, pour le plaisir des autres,.

## Légalité du lancer de nain

### France
En France, la maire de la commune de Morsang-sur-Orge décida d'interdire un spectacle de lancer de nain en boîte de nuit et fut ainsi à l'origine d'un des grands arrêts du Conseil d'État. La ville d'Aix-en-Provence adopta un arrêté similaire à la suite d'une circulaire du ministre de l'Intérieur Philippe Marchand datée du 27 octobre 1991. Une société et l'un de ses employés, nain, attaquèrent les arrêtés en justice. L'affaire alla jusqu'au Conseil d'État le 27 octobre 1995, qui décida qu'un maire pouvait interdire le lancer de nain, car cette activité portait atteinte à la « dignité de la personne humaine » et troublait l'ordre public.
Le Comité des droits de l'homme des Nations unies a décidé en 2002 que cet arrêt n'était pas discriminatoire mais nécessaire au maintien de l'ordre public, au regard notamment de considérations de dignité humaine,.
Cette pratique restera néanmoins légale en compétition, mais sa diffusion visuelle est très réglementée et contrôlée.

### États-Unis
En 1989, Robert et Angela Van Ettan, habitants de Floride et membres de l'association Little People of America (Personnes de petite taille des États-Unis), ont convaincu les législateurs de cet État que le lancer de nain devait être illégal. La mesure fut votée à une large majorité, et l'État de New York interdit aussi cette pratique peu après.
Une poursuite judiciaire de Dave Flood, animateur radio qui se faisait appeler Dave le Nain (Dave the Dwarf), a conduit à renforcer cette loi de 1989 et permet de retirer la licence ou d'infliger une amende à un bar qui permet le lancer de nain, une activité qui était très prisée en Floride à la fin des années 1980.

### Canada

#### Ontario
En Ontario, le projet de loi 97 de 2003 a tenté de condamner la pratique de cette activité d'une amende pouvant atteindre 5 000 dollars ou d'une peine de prison pouvant atteindre six mois. Les élections provinciales de 2003 ont interrompu son adoption.

#### Québec

##### Droits de la personne
Au Québec, un lancer de nain n'est discriminatoire que s'il respecte les trois critères de la discrimination prévus par l'article 10 de la Charte des droits et libertés de la personne : 
(1) une distinction, une exclusion ou une préférence;  (2) une des caractéristiques protégées a été un facteur dans la différence de traitement; (3) cette différence de traitement a pour effet de détruire ou de compromettre l’égalité dans la reconnaissance ou l’exercice d’un droit [...] ». Le troisième critère exige que pour être discriminatoire, le lancer de nain doit s'inscrire dans un contexte où le nain tente d'exercer son droit à la sauvegarde de la dignité. A contrario, un nain qui veut simplement gagner de l'argent de façon volontaire dans le cadre d'un spectacle n'est pas en train d'exercer son droit à la sauvegarde de la dignité et le lancer de nain n'est en conséquence pas discriminatoire dans ce cas, au sens où l'entend l'arrêt Bombardier de la Cour suprême du Canada. L'application de ces critères laisse toutefois envisager qu'un lancer de nain pourrait être discriminatoire pour motif de handicap dans l'hypothèse où il serait fait sans le consentement du nain alors que celui-ci veut faire reconnaître son droit à la sauvegarde de la dignité.

##### Droit administratif
Toutefois, bien que les nains puissent consentir aux lancers de nain, les activités des bars sont fortement réglementées et les autorités administratives peuvent intervenir pour révoquer le permis d'alcool d'un bar si elles jugent que le bar agit d'une manière contraire à l'ordre public ou ne respecte pas les lois et règlements touchant les bars,,.

## Origine
L'origine du lancer de nains semble découler de la fascination historique de l'homme pour le lancer de créatures vivantes, que ce soit des coqs, des renards ou des personnes, en tant que forme de divertissement. L'arrochage de coq et le lancer de renard, illustrent la tendance humaine à utiliser des êtres vivants comme des objets dans des formes insolites de divertissement. Bien qu'initialement considérées comme des sports populaires, ces coutumes ont finalement été critiquées et réprimées en raison de préoccupations éthiques et du bien-être des animaux concernés. Cette évolution souligne la relation entre le divertissement humain, l'éthique et le traitement des êtres vivants en tant qu'objets de divertissement, les sociétés contemporaines prenant de plus en plus conscience de la nécessité de respecter la dignité et le bien-être des individus et des animaux,.

## Championnats du monde 1986
En 1986 s'est tenu un championnat du monde de lancer de nain en Australie. Les États-Unis ne furent pas représentés dans cette compétition. Les vainqueurs et champions du monde qui détiennent toujours le record furent l'équipe britannique Team England de Londres composée de Danny Blue, Roy Merrin et Lenny The Giant.

## Culture populaire
- Des références au lancer de nain figurent dans les films de la trilogie du Seigneur des anneaux : une première fois, dans les mines de la Moria, quand le nain Gimli déclare à Aragorn « Personne ne lancera un Nain ! », et une seconde fois lors de la bataille du Gouffre de Helm, lorsque Gimli autorise Aragorn (en lui faisant promettre de n'en rien dire à Legolas) à le lancer pour partir à l'attaque de l'armée de Saruman. Sur le commentaire audio du DVD de ce film est posée la question de savoir si cette activité est originaire d'Angleterre ou d'Australie.
- L'auteur Hugh Cook a écrit une scène de lancer de nain dans son roman fantastique de 1992 : The Witchlord and the Weaponmaster.
- Dans la série H (1998), saison 1 épisode 20 Une différence, il y a une allusion au lancer de nains puisque l'infirmier nain Yvon retrouve son ancien partenaire de jeu. Il précise que les concours de lancers se faisaient dans un night-club de Belfort appelé le Colibri. La discothèque a bien existé mais a cessé son activité et il n'est pas prouvé que cette activité y ait été présente.
- Alexis HK a consacré une chanson à la pratique du lancer de nain, Gaspard (2002).
- Dans le film Dodgeball (2004), un magazine titré Obscure Sports Quarterly (le trimestriel des sports obscurs) parle de lancer de nain.
- Dans le film Moi, Michel G., milliardaire, maître du monde (2010), le personnage incarné par François-Xavier Demaison déplore que l'on ne puisse plus pratiquer le lancer de nain.
- Dans le film Le Loup de Wall Street (2013), un lancer de nain est organisé pour faire des paris avec deux nains et fait l'objet d'une réunion complète de préparation.